# Buthraupis montana
Buthraupis montana là một loài chim trong họ Thraupidae.